# 松原恋
松原 恋（まつばら れん、1996年12月18日 - ）は、キリンプロ大阪オフィスに所属していた日本の元子役。
活動当時はフィギュアスケートもしており、同じ事務所に所属していた松原味椰緋とともに京都醍醐フィギュアスケートクラブで活動していた。
両手をしっぺされる事もあった。

## モデル活動

### スチール
- SANYO
- 丸大食品

### スチール以外のモデル活動
- ECCアーティスト専門学校[注釈 1]（学校法人山口学園、2003年・2004年） - 七五三着付モデル

## 出演

### テレビドラマ
- 剣客商売 第4シリーズ（フジテレビ、2003年）
- 月曜ドラマシリーズ[注釈 2] 恋する京都（NHK大阪放送局、2004年）
- 剣客商売スペシャル（フジテレビ、2004年）
- 阪神大震災10周年特別番組 悲しみを勇気に変えて（毎日放送、2005年） - 「離島の祖父母と千代田三兄弟・子育て奮闘記」千代田萌 役
- ドラマW 巷説百物語 狐者異（WOWOW[注釈 3]、2005年）

### テレビ番組
- ヤムヤム！こどもごはん（毎日放送、2003年） - 声のみの出演

### CM
- 全日空（2003年）
- 関西電力
- ダイワハウス
- 丸大食品

### ビデオパッケージ
- 江崎グリコ

### オリジナルビデオ
- イケメン新撰組（東映太秦映画村、2004年）

### 映画
- 隠し剣 鬼の爪（松竹、2004年）
- 阿修羅城の瞳（松竹、2005年）

### 舞台
- ソラリスの謎 - 和 役
- 明日への扉〜夢にむかって〜（門真市民文化会館ルミエールホール 小ホール[2]、2006年） - 青山実夏 役